# Brodac Gornji
Brodac Gornji je naselje v občini Bijeljina, Bosna in Hercegovina. 

## Deli naselja
Brodac Gornji, Dangube in Karin Put. 

## Prebivalstvo
| Pregled števila prebivalcev po letih | Pregled števila prebivalcev po letih | Pregled števila prebivalcev po letih | Pregled števila prebivalcev po letih | Pregled števila prebivalcev po letih | Pregled števila prebivalcev po letih |
| ------------------------------------ | ------------------------------------ | ------------------------------------ | ------------------------------------ | ------------------------------------ | ------------------------------------ |
| 1948                                 | 1953                                 | 1961                                 | 1971                                 | 1981                                 | 1991                                 |
| -                                    | -                                    | -                                    | 1.157                                | 967                                  | 866                                  |

| Narodna sestava prebivalstva po letih                                                                                           | Narodna sestava prebivalstva po letih                                                                                        | Narodna sestava prebivalstva po letih                                                                                       |
| --- | --- | --- |
| 1971 | 1981 | 1991 |
| . skupaj: 1.157 Srbi 1.137 (98,27 %) Hrvati 4 (0,34 %) Muslimani 2 (0,17 %) Jugoslovani 0 (0,00 %) drugi in neznano 14 (1,21 %) | . skupaj: 967 Srbi 920 (95,13 %) Hrvati 3 (0,31 %) Muslimani 1 (0,10 %) Jugoslovani 33 (3,41 %) drugi in neznano 10 (1,03 %) | . skupaj: 866 Srbi 840 (96,99 %) Hrvati 6 (0,69 %) Muslimani 0 (0,00 %) Jugoslovani 8 (0,92 %) drugi in neznano 12 (1,38 %) |